# Pennsylvania Railroad
Pour les articles homonymes, voir PRR.

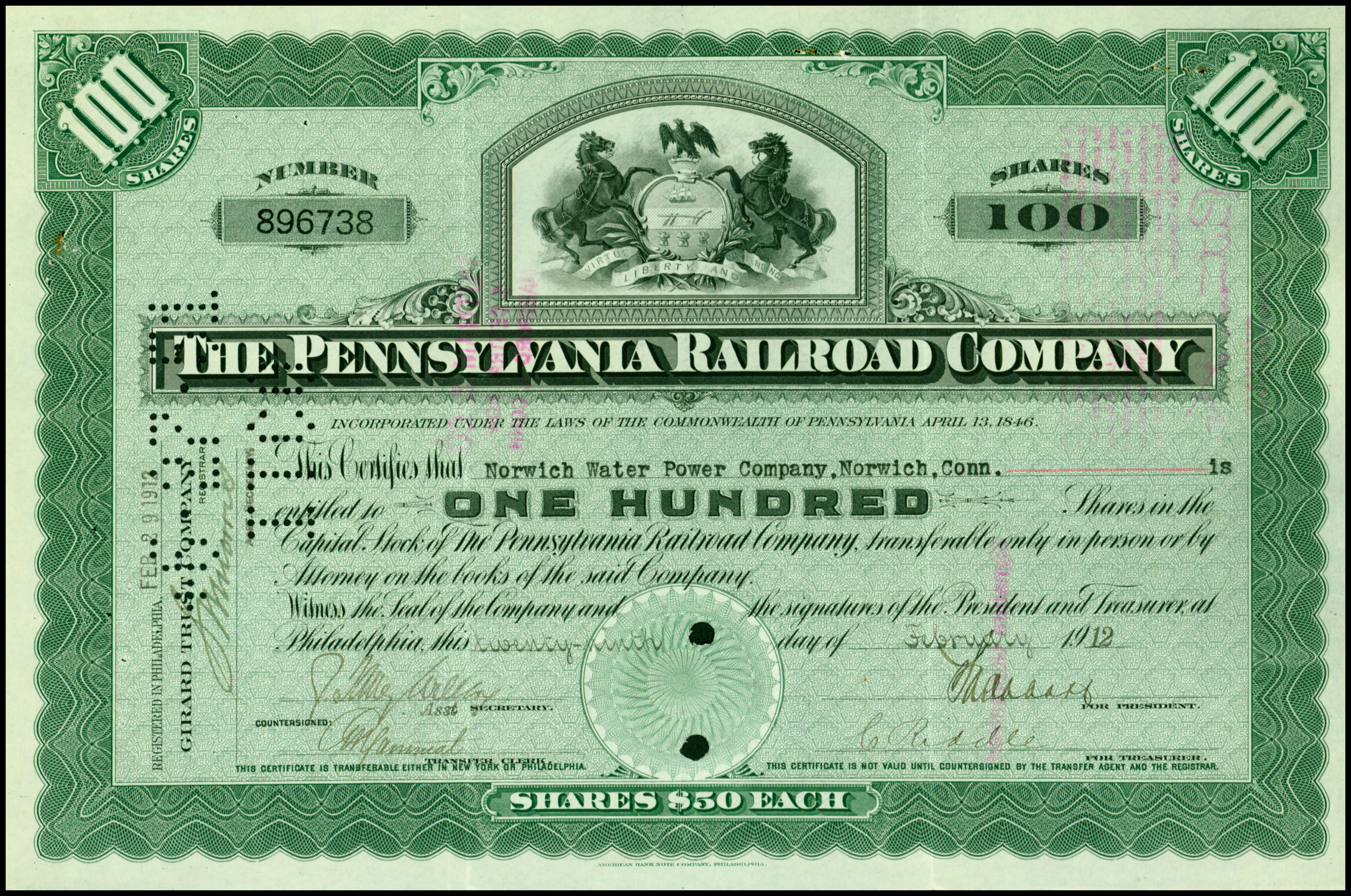
Action de la Pennsylvania Railroad Company en date du 29. Février 1912

Le Pennsylvania Railroad (sigle de l'AAR : PRR) est une ancienne compagnie de chemin de fer américaine créée en 1846 et disparue en 1968 du fait de sa fusion avec la société Penn Central Transportation (PC). Connue aux États-Unis sous le diminutif de « Pennsy », la société avait son siège à Philadelphie, en Pennsylvanie. Le logo de la compagnie était une clef de voûte (symbole de la Pennsylvanie) à fond rouge brillant à bords gris argent contenant les lettres PRR entrelacées de couleur grise également.
Le Pennsy fut la plus grande compagnie de chemin de fer des États-Unis, tant par son trafic que par ses revenus, durant les deux premiers tiers du XXe siècle, et fut un moment la plus grosse société cotée en bourse au monde. À son apogée, il contrôlait environ 16 000 km de lignes, et comptait 250 000 employés. Au cours de son histoire, le PRR fusionna ou eut des intérêts dans au moins 800 autres compagnies et lignes ferroviaires. La société détient toujours le record du versement continu de dividendes à ses actionnaires sur plus d'un siècle
En 1968, le PRR fusionna avec son rival, le New York Central Railroad, pour former le Penn Central Transportation Company (PC). L'Interstate Commerce Commission demanda que fut ajouté le fragile New York, New Haven and Hartford Railroad en 1969. Une série de conditions défavorables dont l'inflation, une mauvaise gestion, des intempéries et le retrait d'une garantie de 200 millions de dollars par le gouvernement, obligèrent le PC à la banqueroute le 21 juin 1970. Les parties viables du réseau du Penn Central furent transférées à Conrail en 1976, lequel commença à dégager des profits en 1981. Le Norfolk Southern Railway et CSX Transportation se partagèrent Conrail en 1999. NS reprit la majorité de l'ancien PRR, dont l'ancienne ligne principale du Pennsy à travers la Pennsylvanie.

## Histoire

### La ligne principale
La compagnie de chemin de fer Pennsylvania Railroad, dite PRR, fut créée en 1846, pour relier Philadelphie, Harrisburg et Pittsburgh.
La municipalité de Philadelphie apporta une partie des capitaux nécessaire à l'achèvement de la ligne entre Harrisburg et Pittsburgh; la liaison ferroviaire fut terminée en 1854. En 1857, le PRR racheta cette ligne principale à l'État de Pennsylvanie. Cette ligne est toujours un important corridor à travers l'État : c'est la ligne principale « Philadelphie-Harrisburg » de l'Amtrak, ainsi que la « Pittsburgh Subdivision » du Norfolk Southern Railway.

### La ligne New York, Philadelphie, Baltimore, et Washington
En 1861, le PRR prit le contrôle du Northern Central Railway, lui donnant accès à Baltimore, Maryland, ainsi que des lieux situés le long du fleuve Susquehanna via des connexions à Columbia ou Harrisburg.
Le 1er décembre 1871, le PRR loua le United New Jersey & Canal Company, lequel incluait le Camden & Amboy Railroad (reliant Camden, NJ - sur le fleuve Delaware - à South Amboy, New Jersey, - au fond de la baie de Raritan-), ainsi qu'une nouvelle ligne reliant Philadelphie, Trenton et Jersey City, tout proche de la ville de New York. La connexion entre le Philadelphia & Trenton Railroad et le PRR dans Philadelphie, se faisait via le Connecting Railway et le Junction Railroad.
Le PRR inaugura le Baltimore & Potomac Rail Road le 2 juillet 1872, entre Baltimore et Washington ; mais cette route nécessitait un transfert par voiture à cheval pour rejoindre les autres lignes situées au nord de Baltimore. Le PRR finit par traverser Baltimore sans interruptions grâce aux :
- Baltimore & Potomac Tunnel, ouvert le 29 juin 1873; la route Philadelphie-Washington passait par Columbia, Pennsylvanie, empruntait sa filiale Northern Central Railway jusqu'au nord de Baltimore, puis le Baltimore & Potomac Tunnel.
- Union Tunnel (1 040 m) de l'Union Railroad (Baltimore) (15,48 km), ouvert  le 24 juillet 1873 et utilisé par le Northern Central Railway; le lendemain, le PRR commença à faire circuler ses trains entre New York et Washington. Le Northern Central finit par racheter l'Union Railroad le 1er mars 1882[9].

Le PRR, pour atteindre sa filiale Baltimore & Potomac Rail Road, utilisait la ligne du Philadelphia, Wilmington & Baltimore Railroad (PW&B), laquelle était également empruntée par le Baltimore and Ohio Railroad (B&O). En 1880, un conflit apparut entre les deux compagnies, et le PRR fut le plus prompt à prendre le contrôle du PW&B. Cela obligea le Baltimore & Ohio Railroad à construire sa propre ligne pour garder son accès à Philadelphie, où il se connectait au Reading Railroad afin de prolonger le parcours de son train de voyageur Royal Blue Line vers New York.
En 1885, le PRR lança son service de trains de voyageurs entre New York, Philadelphie et Washington, avec de courtes haltes le long du parcours. Ce service commença à être connu sous le nom de Congressional Limited Express. Le service se développa, et dans les années 1920, le PRR assurait toutes les heures un service voyageur entre New York, Philadelphie et Washington. Au début des années, des streamliners de 18 voitures inox furent introduites sur le Morning Congressional et l' Afternoon Congressional entre New York et Washington, ainsi que sur le Senator entre Boston et Washington,.

### Grève de Pittsburgh
En 1877, les grandes grèves du secteur ferroviaire atteignent le Pennsylvania Railroad à Pittsburgh. La milice de l’État reçut l'ordre de briser la grève, mais de nombreux hommes qui la composaient, généralement eux-mêmes issus d'un milieu très modeste, fraternisèrent avec les ouvriers. Les autorités firent intervenir 600 soldats des troupes fédérales qui ouvrirent le feu sur les piquets de grève, tuant 20 travailleurs et en blessant des centaines d'autres. Des milliers de travailleurs agricoles rejoignirent alors les grévistes et après des combats urbains expulsèrent les troupes de la ville. Des dizaines de locomotives, wagons et les bâtiments appartenant à la compagnie furent brûlés dans la région.

## La ligne New York-Chicago
Le 1er juillet 1869, le Pennsylvania Railroad loua officiellement le Pittsburgh, Fort Wayne and Chicago Railway, lequel avait été financé dès sa création par le PRR. Cette location permit au PRR d'avoir le contrôle total de cette ligne directe à travers l'Ohio et l'Indiana, et d'accéder à ce nœud ferroviaire émergeant: Chicago, en Illinois.

## La maturité du réseau
En 1873, elle avait déjà relié les villes de grande et de moyenne importances citées ci après : Chicago, Saint-Louis, Fort-Wayne, Toledo, Columbus, Cincinnati, Indianapolis, Louisville, Cleveland, Erie, Pittsburgh, Altoona, Williamsport, Harrisburg, Baltimore, Washington, Philadelphie, New York (et bien d'autres, à noter Atlantic City, NJ). Dès lors elle s'illustre avec des trains (Yellow Kid, Detroit Arrow, Broadway Limited) et des locomotives célèbres (D 16 SB Class, DD1, K4, GG1, 6100, TI-4444, pour n'en citer que quelques-unes).
En raison de la crise économique qui frappe les États-Unis à partir de 1873, les vagabonds sont de plus en plus nombreux et sont persécutés par les groupes de vigilantes organisés par les plus fortunés. Le vice-président de la Pennsylvania Railroad Alexander Cassatt (en) organise sa propre milice pour chasser tous les vagabonds de l’État
En 1893, à l'occasion de l'exposition universelle de Chicago, elle entra en vive concurrence avec la compagnie New York Central Railroad. 
Quand arriva la Seconde Guerre mondiale, le réseau dépassait toutes les espérances en tonnages remorqués tant pour l'armée que pour diverses entreprises privées.

## Les lignes à déclivité réduite
Vers 1900, le PRR construisit plusieurs lignes à déclivités réduites pour le service marchandises afin de contourner les zones présentant des pentes trop raides. Cela comprenait:
- 1892: Trenton Branch (PRR) et Trenton Cut-Off Railroad entre Glen Loch, Pennsylvanie et Morrisville, Pennsylvanie à l'est (pas seulement une ligne à rampe réduite, mais aussi un long détour de Philadelphie)
- 1892: Waverly and Passaic Railroad (achevé par le New York Bay Railroad) entre Waverly, New Jersey et Kearny, New Jersey
- 1904: réouverture du New Portage Railroad entre le Gallitzin Tunnel et New Portage Junction à l'est (abandonné), se prolongeant vers Hollidaysburg Branch au nord, et Altoona
- 1906: Philadelphia and Thorndale Branch entre Thorndale, Pennsylvanie et Glen Loch à l'est (abandonné par Conrail en 1989).
- 1906: Atglen and Susquehanna Branch entre Harrisburg via le Northern Central Railway vers Wago Junction au sud, se prolongeant vers Parkesburg à l'est (abandonné par Conrail en 1990).

Le Pennsylvania and Newark Railroad fut créé en 1905 pour bâtir une ligne à déclivité réduite entre Morrisville, Pennsylvanie et Colonia, New Jersey. Elle ne fut jamais achevée, mais des travaux furent effectués dans les environs de Trenton, incluant des piles de pont dans le fleuve Delaware.

## L'électrification du réseau
Le PRR qui avait son terminus dans le New Jersey était défavorisé par rapport à son concurrent le New York Central Railroad qui arrivait en cœur de Manhattan dans sa gare de Grand Central Terminal. Afin de relier directement New York, le PRR lança en 1904 le percement des deux tubes du North River Tunnel (sous le fleuve Hudson) ainsi que la construction de sa gare monumentale Pennsylvania Station (ou Penn Station). Comme il était exclu d'utiliser la vapeur pour des problèmes de ventilation, le PRR se tourna vers l'électricité. Entre 1903-1909, la courte ligne reliant Manhattan Transfer à Penn Station fut électrifiée par un troisième rail alimenté en courant continu de 650 V. Dès 1910, les rames voyageurs du LIRR (filiale du PRR) furent alimentées de la même façon.

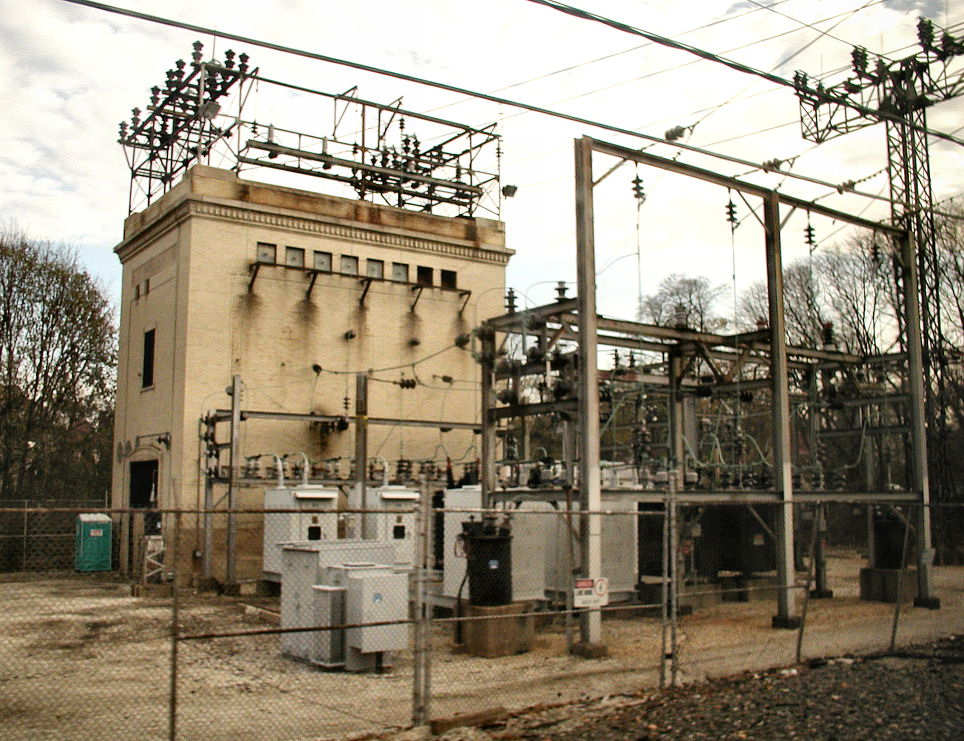
Poste électrique construit en 1915 pour la PRR à Bryn Mawr, Pennsylvanie.

La nouvelle zone électrifiée fut celle de la gare terminus de Philadelphie où le PRR décida d'une électrification par ligne aérienne pour alimenter les trains de banlieue quittant Broad Street Station. Contrairement au réseau de sa gare de New York, la caténaire fournirait un courant alternatif de 11 000 volts à 25 Hz ; ce choix fut appliqué pour toutes les nouvelles installations. L'électrification de la ligne entre Philadelphie (au départ de Broad Street Station) et Paoli, Pennsylvanie, fut achevé en 1915. Les autres lignes électrifiées du PRR furent : Chestnut Hill Branch (1918), White Marsh (1924), et West Chester (1928). William Atterbury, président du PRR, annonça en 1928 un plan d'électrification des lignes  principales entre New York, Philadelphie, Washington et Harrisburg. Ainsi les lignes principales suivantes furent électrifiées en 1930 : Philadelphie-Wilmington, Delaware, Philadelphie-Trenton, et l'embranchement de Norristown. En janvier 1933, l'électrification était totale entre New York, Philadelphie, Wilmington et Paoli; et en 1934, elle était achevée entre New York, Philadelphie, Baltimore et Washington. Le premier tour d'essai d'un train électrique entre Philadelphie et Washington fut réalisé le 28 janvier 1935. Le 1er février 1935, le Congressional Limited fut le premier train électrique régulier entre New York et Washington tracté par la fameuse GG1 qui fournissait 3 680 kW en régime normal, et jusqu'à 6 000 kW sur de courtes périodes ; elle était capable de tracter des trains de vingt voitures d'un poids de 1 600 tonnes à 160 km/h. Le 15 mars, tous les trains de voyageurs entre New York et Washington utilisaient la traction électrique.
Pour compléter le programme d'électrification initié en 1928, des travaux furent lancés le 27 janvier 1937 sur les axes suivants : la ligne principale reliant Paoli à Harrisburg (Pennsylvanie) ; la ligne de fret à déclivité réduite reliant Morrisville (près de Trenton) à Columbia et Enola Yard (à l'ouest de Harrisburg); l'embranchement de Port Road Branch reliant Perryville, Maryland à Columbia; la ligne de fret de Jamesburg Branch and Amboy Secondary reliant Monmouth Junction et South Amboy; et la ligne de fret de Landover-South End reliant Landover, Maryland à Washington et le triage de Potomac Yard à Alexandria, Virginie (désormais appelé Landover Subdivision et RF&P Subdivision par CSX).
Le 15 janvier 1938, moins d'un an après le lancement des travaux, le premier train de voyageurs, baptisé le Metropolitan, fut mis en circulation sur la ligne fraîchement électrifiée entre Philadelphie et Harrisburg. Le 15 avril, le service marchandises fut inauguré au départ d'Enola Yard et d'Harrisburg sur cette même ligne. Le Pennsy comptait 4 308 km de lignes électrifiées, soit 41 % du total de toutes les lignes électrifiées à écartement standard des États-Unis. De nos jours des portions de ces lignes électrifiées sont toujours détenues et exploitées par l'Amtrak sous l'appellation de routes ferroviaires à grande vitesse du Corridor du Nord-Est et du Corridor Keystone.

## Les ateliers ferroviaires
Concernant les ateliers de réparations, le premier fut construit à Altoona en 1850; le long bâtiment abritait un atelier de construction mécanique, une menuiserie, une forge, un atelier de réparation de locomotives et une fonderie. Par la suite d'autres ateliers furent localisés à Harrisburg, Pittsburgh, et Mifflin; Altoona reçu l'extension de Juniata.
En 1875 les Ateliers d'Altoona Works lancèrent un département d'essais pour les équipements du PRR. La compagnie devint un leader national dans le domaine ferroviaire grâce à son pôle recherche et développement. Le département d'essai fut fermé en 1968, et une bonne partie des infrastructures furent détruites.
En mai 1877, Alexander Graham Bell installa des lignes téléphoniques entre les différents bâtiments d'Altoona.
En 1945, l'Altoona Works était un des plus grands centres au monde pour la construction et la réparation des locomotives et des wagons. Au cours de la seconde guerre mondiale, les installations du PRR (dont les ateliers d'Altoona) furent sur la liste des cibles des saboteurs germaniques; ils furent arrêtés avant d'avoir pu accomplir leurs missions.
Fort Wayne, Indiana, occupait une position clé pour le PRR. Au début du siècle, ses ateliers de réparation, et ses bâtiments de construction de locomotives furent connus sous le nom d'Altoona of the West.

## Le Penn Central, Conrail, l'Amtrak et le Norfolk Southern
Le 1er février 1968, le PRR fusionna avec son ennemi juré le New York Central pour constituer le Penn Central. L'Interstate Commerce Commission exigea l'intégration du languissant New York, New Haven and Hartford Railroad en 1969. Confronté à une multitude de problèmes comme l'inflation, la mauvaise gestion, des conditions climatiques anormalement sévères, et le retrait d'un prêt de 200 millions de dollars garanti par le gouvernement, le Penn Central fut contraint de déposer son bilan le 21 juin 1970.
Le réseau fut partagé entre l'Amtrak (qui reprit le Corridor du Nord-Est et le Corridor Keystone) et Conrail au cours des années 1970. 
Après le démantèlement de Conrail en 1999, le réseau ayant appartenu au PRR fut repris en grande partie par le NS. Cependant, les portions suivantes de l'ex PRR furent attribuées à CSX :
- l'extrémité ouest de la Fort Wayne Line traversant l'ouest de l'Ohio et le nord de l'Indiana.
- le Pope's Creek Secondary dans le Maryland juste à l'est de Washington.
- la Landover Subdivision, une ancienne ligne de fret du PRR dans Washington (district de Columbia), laquelle se connecte au nord avec l'Amtrak (ex Northeast Corridor du Pennsy) et CSX (ex Alexandria Extension du B&O), et au sud avec le CSX (RF&P Subdivision via l'ex « Long Bridge » du Pennsy enjambant le fleuve Potomac.

## Chronologie
- 1846 Création du PRR pour construire une ligne de chemin de fer entre Harrisburg et Pittsburgh.
- 1850 Lancement de la construction des ateliers de réparation d'Altoona.
- 1860–1890 Développement du PRR à travers l'est des États-Unis.
- 1869 Le PPR loua le Pittsburgh, Ft. Wayne & Chicago, ce qui lui donna le contrôle d'une ligne directe desservant le cœur du Midwest.
- 1885 Introduction du Congressional Limited Express entre New York et Washington.
- 1887 Inauguration du Pennsylvania Limited circulant entre New York et Chicago. Ce fut le premier train de voyageurs dont les voitures étaient équipées de vestibules aux extrémités (local regroupant les portes d'accès, les portes vers les passerelles d'intercirculation, celles vers le centre du wagon, et les WC)[19].
- 1894 Création de la Pennsylvania Pacific Corporation par le PRR.
- 1902 Inauguration du Pennsylvania Special remplaçant le Pennsylvania Limited entre New York et Chicago[20].
- 1906 Accident meurtrier à Atlantic City tuant 53 personnes.
- 1910 Achèvement des North River Tunnels sous le fleuve Hudson, permettant une desserte directe entre le New Jersey et Manhattan, par des lignes électrifiées aboutissant à la gigantesque nouvelle gare de Penn Station.
- 1912 Inauguration du Broadway Limited remplaçant le Pennsylvania Special.
- 1915 Electrification de la ligne de banlieue desservant Philadelphie centre (Central Philly) et Paoli, Pennsylvanie.

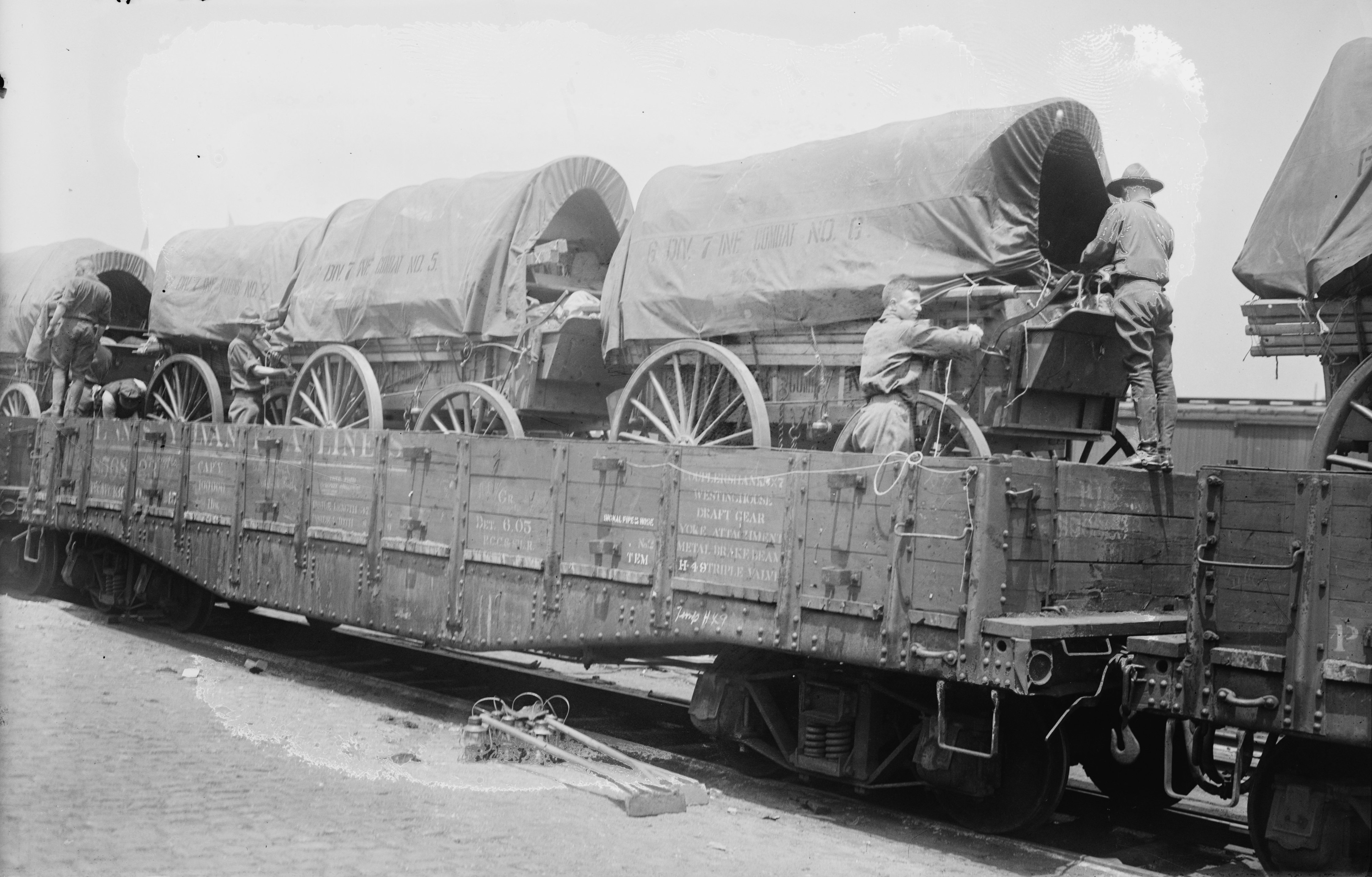
Wagon du Pennsylvania avec de l'équipement militaire en 1915.

- 1916 Adoption de la nouvelle devise : « Standard Railroad of the World ». Présentation de la première locomotive de classe I1s, la plus grosse Decapod (2-10-0) jamais construite aux États-Unis. Introduction de locomotives de manœuvre de classe A5s et B6sb.
- 1918 Effondrement du cours du PRR ($40¼, équivalent à 587,06 dollars de nos jours), le plus bas depuis 1877, dû principalement à la prise de contrôle des chemins de fer par l'État fédéral. Les marchandises urgentes sont acheminées par la gare de New York Penn Station et les tunnels sous le fleuve Hudson, afin de soulager la congestion du trafic. Introduction de la locomotive de classe N1s (type Santa Fe 2-10-2) sur les lignes du réseau ouest du PRR. Électrification des lignes de banlieue du PRR entre Philadelphie centre et Chestnut Hill.
- 1928–1938 Electrification des lignes du PRR: New York–Washington ; Chicago–Philadelphie (entre Harrisburg et Paoli) : plusieurs banlieues de l'agglomération de Philadelphie et de New York, et d'importantes lignes de marchandises.
- 1943 Accident mortel à Frankford Junction, Pennsylvanie : 79 morts.
- 1946 Annonce de la première perte nette de son histoire[21].
- 1951 Accident mortel à Woodbridge, New Jersey, tuant 85 personnes.
- 1957 Radiation des locomotives à vapeur de la flotte du PRR.
- 1968 Fusion du Pennsylvania Railroad avec le New York Central Railroad pour former le Penn Central.
- 1970 Banqueroute du Penn Central le 21 juin 1970.
- 1976 Constitution de Conrail (Consolidated Rail Corporation) par le gouvernement fédéral des États-Unis pour reprendre le Penn Central et d'autres chemins de fer du nord-est et du Midwest, également en banqueroute. Acquisition par Amtrak de la majorité de la ligne du Corridor du Nord-est[22].
- 1986 Privatisation de Conrail
- 1998-1999 Autorisation par le gouvernement des États-Unis de vendre et partager Conrail entre Norfolk Southern Railway (NS) reprenant 58 % (composé principalement des lignes de l'ancien PRR), et CSX Transportation (CSX) rachetant les 42 % restant (constitué notamment par l'ex-New York Central).

## Équipements

### Standard Railroad of the world
En 1916, le PRR commença à utiliser le slogan Standard Railroad of the World. Cela signifiait que le Pennsy était devenu la référence que briguaient toutes les autres compagnies ferroviaires. Ce fut vrai durant de nombreuses années. Il fut le premier à remplacer la totalité de son parc de voitures de voyageurs en bois par des voitures en acier, et à introduire les vestibules aux extrémités. Au cours de son histoire, il fut à la pointe pour améliorer le fonctionnement et la sécurité. Il abandonna son slogan dans les dernières années.
Le Pennsylvania Railroad était une « référence » dans un autre domaine. Il fut un promoteur précoce en matière de standardisation. Alors que d'autres chemins de fer utilisaient tout ce qui était disponibles, les équipes du PRR testaient et expérimentaient tous les équipements. Lorsqu'ils trouvaient la meilleure solution, elle devenait la référence pour l'ensemble de la compagnie. Cela apportait une uniformité et réduisait les coûts. À l'opposé, d'autres compagnies achetaient de petits lots de locomotives et de wagons auprès de divers fournisseurs.

### Couleurs et peintures
Le PRR standardisa également les couleurs et les peintures de son matériel roulant.

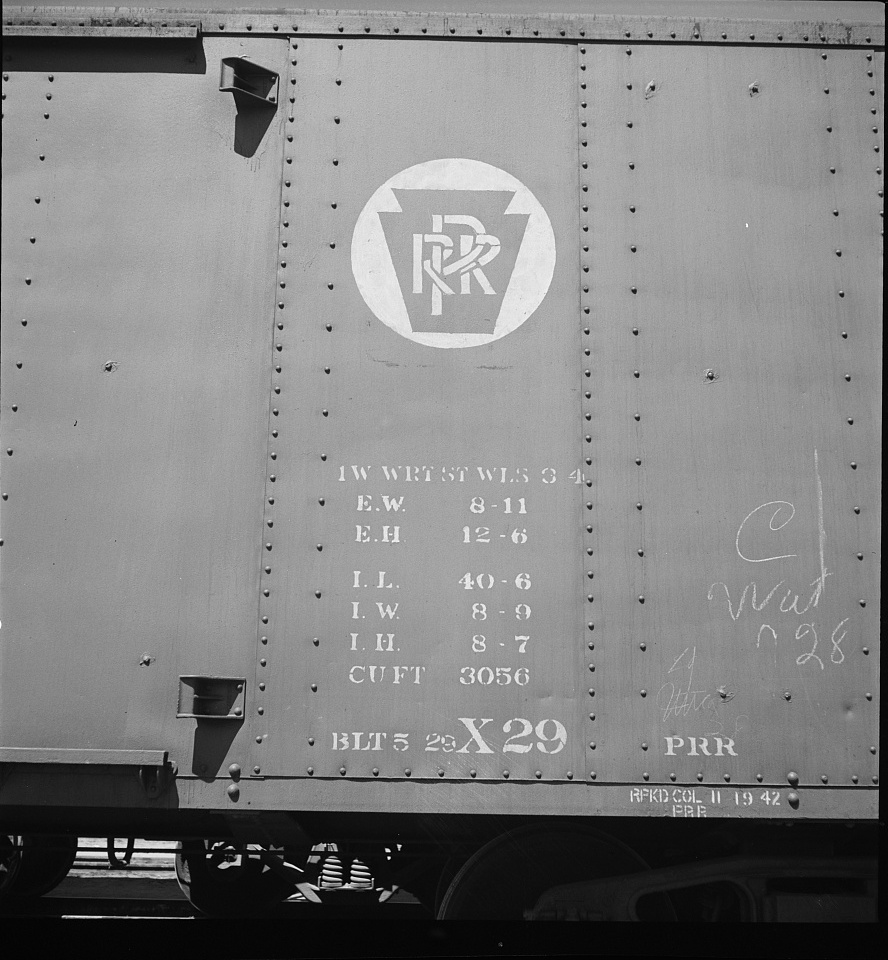
Détail du logo "PRR" d'un wagon de marchandises, 1943.

Les locomotives étaient peintes dans une nuance de vert si sombre qu'elle semblait noire. Le nom officiel de cette couleur était DGLE (Dark Green Locomotive Enamel). Il était souvent référencé sous le nom de « Brunswick Green ». Le châssis était peint en noir, et référencé « True Black ».
Les voitures de voyageurs étaient peintes en « Tuscan Red ». C'était une nuance de rouge de couleur rouge brique. Certaines locomotives électriques et la plupart des locomotives Diesel affectées aux trains de voyageurs recevaient la livrée Tuscan Red.
Les wagons de marchandises du PRR avaient eux aussi leurs propres couleurs. Elle était connue sous le nom de « Freight Car Color », laquelle était une nuance de rouge de couleur oxyde de fer.
Sur les trains de voyageurs, locomotives et voitures recevaient un lettrage doré à l'or fin. Après la Seconde Guerre mondiale, le lettrage fut réalisé dans une nuance de jaune clair, appelée « Buff Yellow ».

### Locomotives à vapeur
Durant la majeure partie de son existence, le PRR fut conservateur quant au choix de l'énergie de ses locomotives et poursuivit son choix de normalisation, à la fois dans les types de locomotives et de leurs composants. Le PRR fut l'un des rares chemins de fer à concevoir la plupart de ses locomotives à vapeur et à les construire dans ses ateliers d'Altoona Works. Le PRR est reconnu pour avoir été le quatrième constructeur de locomotives à vapeur des États-Unis.
Comme le nombre des locomotives à construire dépassait la capacité de ses ateliers, le PRR était contraint de faire appel à un constructeur extérieur qui devait fabriquer des répliques exactes au modèle qu'il avait conçu. À l'opposé, la plupart des autres compagnies de chemins de fer donnaient juste un cahier des charges laissant ensuite la majorité des décisions de fabrication et de design au constructeur de locomotives.

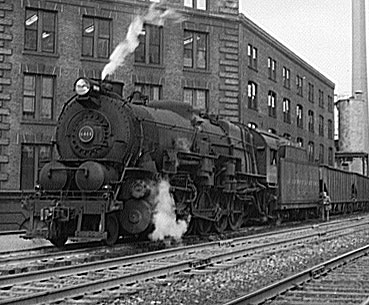
Locomotive partant des quais de Cleveland avec un convoi de minerai de fer, 1943.

Lorsqu'il avait besoin de faire appel à un constructeur, le PRR favorisait Baldwin Locomotive Works à Philadelphie. Les lignes du PRR acheminaient les matériaux bruts à Baldwin, d'où il sortait ensuite des produits finis. De plus comme le PRR et Baldwin avaient leurs sièges dans la même ville, les dirigeants et les ingénieurs des deux sociétés se connaissaient bien. Lorsque les ateliers du PRR et de Baldwin étaient surchargés, les commandes étaient reportées sur Lima Locomotive Works à Lima (Ohio). En dernier recours, le PRR faisait appel à Alco, basé en Schenectady (New York), car ce dernier fournissait son principal concurrent le New York Central.
Le PRR avait un style préférentiel pour ses locomotives. Ainsi il utilisait un foyer Belpaire carré. Ce foyer de style britannique était une marque de fabrique du PRR, car il était rarement utilisé par les autres constructeurs. Le PRR utilisait également des voies avec réservoir d'eau central, permettant un ravitaillement en marche. Le tender utilisé devait avoir une capacité de charbon supérieure puisque les arrêts étaient moins fréquents. Les locomotives du PRR avaient une apparence qui leur était propre. Seuls les accessoires les plus indispensables étaient soigneusement montés sur les locomotives. Le numéro apposé sur la boite à fumée d'une locomotive de marchandises était entouré d'un cercle, tandis que celui d'une locomotive de voyageurs l'était par le symbole de la clé de voûte. Sinon, la boîte à fumée était dépouillée, à l'exception d'un projecteur monté au sommet et d'un turbo-générateur (activé par la vapeur) situé derrière lui. Dans les dernières années, les positions furent inversées pour faciliter la maintenance plus fréquente sur le générateur.
Au début, chaque classe de locomotives à vapeur était identifiée par une lettre ; mais lorsque toutes les lettres furent utilisées, la nomenclature fut modifiée. Désormais à chaque disposition des essieux était associée une lettre: D pour 4-4-0 (American), E pour 4-4-2 (Atlantic), I pour 2-10-0 (Decapod), K pour 4-6-2 (Pacific), etc; pour chaque nouveau type, un chiffre était rajouté ; les sous-types étaient spécifiés par une lettre minuscule : « s » pour surchauffe, « a », « b », ou « c » ... pour la 1re, 2e ou 3e version (la version originale n'ayant pas de lettre). En 1914, le PRR lança sa fameuse classe K4s pour ses grands trains de voyageurs: c'était donc une Pacific, de quatrième génération, avec surchauffe en version d'origine.
L'attachement du PRR pour la traction à vapeur dura jusqu'au milieu du XXe siècle, et ce fut un des facteurs qui contribua à son déclin, car elle nécessitait une maintenance plus importante que le diesel, était moins rentable et demandait plus de personnel. Curieusement, le type Northern 4-8-4, produit à un peu moins de 1 200 exemplaires, acheté par 31 compagnies américaines et utilisé avec un énorme succès, ne fut jamais acquis par le PRR. De plus, depuis la Seconde Guerre mondiale et immédiatement après, le Pennsy qui était accaparé par la mise au point infructueuse de locomotives expérimentales comme les duplex Q1 (1942), S1 (1939), T1 (1942), et la turbine à vapeur S2 (1944), était dans l'incapacité de moderniser ses locomotives. La très puissante et délicate T1 qui fut produite à 52 exemplaires fut un fiasco financier. Le parc vieillissant et coûteux du PRR, se trouva confronté à celui de la concurrence qui avait investi massivement dans la traction diesel. Les locomotives à vapeur du PRR restèrent en service jusqu'en 1957. Cette même année, le Pennsy décida, de préserver à Northumberland, Pennsylvanie une rotonde remplie de locomotives à vapeur caractéristiques, et les conserva plusieurs décennies. Toutes ces locomotives sont désormais exposées au Railroad Museum of Pennsylvania à Strasburg, Pennsylvanie, exception faite de la classe I1sa no 4483 qui se trouve à Hamburg (New York). Cette volonté de préservation contraste totalement avec celle d'Alfred E. Perlman du New York Central qui fit détruire intentionnellement toutes ses locomotives à vapeur; seules deux grosses machines survécurent de manière fortuite.
Le 18 décembre 1987, le Commonwealth de Pennsylvanie désigna la classe K4s comme la locomotive à vapeur officielle de l'État. Les deux survivantes sont exposées à Strasburg et Altoona.

### Locomotives électriques

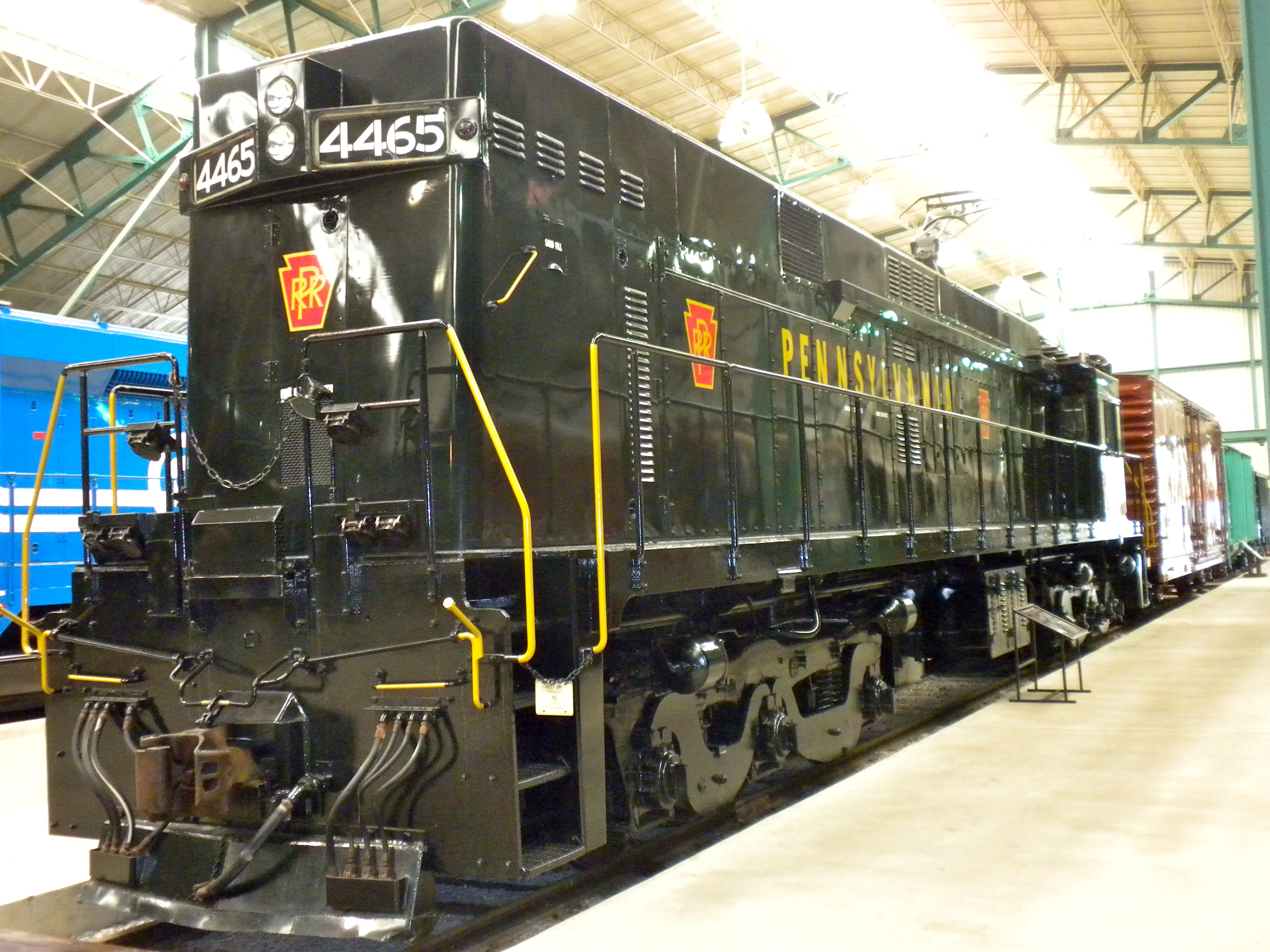
Locomotive électrique, construite en 1963.

Durant les travaux sur les tunnels sous le fleuve Hudson et sur la gare de Pennsylvania Station (à New York), le choix du type de locomotive électrique à utiliser fut au centre des débats. À cette époque seules quelques locomotives électriques avaient été construites. Plusieurs locomotives expérimentales furent conçues par les ingénieurs du Pennsy et de Westinghouse, et testées sur les lignes de sa filiale West Jersey and Seashore Railroad. Ces essais donnèrent naissance à la classe DD1. Les DD1 (disposition des essieux 2-B+B-2) étaient utilisées en unité double (dos à dos). Les ateliers d'Altoona construisirent 34 de ces machines abritant des équipements Westinghouse. Elles furent mises en service en 1910, et se révélèrent très performantes, pouvant atteindre 137 km/h.
Pour satisfaire ses besoins en train de banlieue de grande capacité en service sur Penn Station et son tunnel sous l'Hudson, le PRR conçu une voiture automotrice en acier, baptisée MP54, capable de fonctionner en unité multiple. Des voitures pour le transport des bagages et du courrier furent également produites. Huit voitures MP54 furent équipées pour fonctionner en courant continu afin de faire des navettes entre Penn Station et Manhattan Transfer (à l'est de Newark, New Jersey) de 1910 à 1922. Pour une électrification de plus grande ampleur, ce fut le courant alternatif qui fut choisi; ainsi 93 voitures MP54 furent équipées pour la ligne de Paoli en 1915. Avec l'extension du réseau en courant alternatif, davantage de voitures entrèrent en service jusqu'à atteindre un total de 481 en 1951. Le remplacement par un nouveau type de voiture débuta en 1958, et la dernière MP54 fut retirée en 1980.
En 1917 apparut le prototype FF1 (surnommée « Big Liz » par son équipage) dont le but était de tracter des trains de fret à travers la chaîne des Allegheny Mountains sur une ligne qui aurait été électrifiée en conséquence. Un convertisseur rotatif fournissait un courant alternatif triphasé de 11 000 V à 25 Hz qui alimentait quatre moteurs synchrones lesquels entrainaient les essieux moteurs (disposition des essieux 1-C+C-1) via une bielle latérale. Cette locomotive était si puissante avec ses 4 600 ch (3 400 kW) et son effort de traction au démarrage de 620 kN qu'elle arrachait les attelages des fragiles wagons de bois utilisés pour les marchandises. Le projet d'électrification de la ligne de montagne fut abandonné ainsi que la FF1.
En 1924 apparurent les locomotives de classe L5 (disposition des essieux 1-B+B-1) avec embiellage latéral. Elles avaient une puissance de 3 340 ch (2 490 kW) avec un effort de traction de 260 kN. La première de la série  fonctionnait en courant alternatif 11 000 V à 25 Hz, capté par son pantographe, et circulait à Philadelphie ; les 24 autres L5 furent construites pour marcher en courant continu 650 V, capté par un troisième rail, et furent affectées à la région de New York.
Entre 1926 et 1935, apparurent 42 locomotives de manœuvre de classe B1 (disposition des essieux 0-6-0). Leur puissance était de 700 ch (520 kW) avec un effort de traction de 175 kN. Les 28 premières locomotives, livrées en 1926, fonctionnaient en couple semi-permanent et se répartissaient en 3 groupes: la classe BB1 (2 unités expérimentales fonctionnant en courant alternatif); la classe BB2 (12 unités fonctionnant en courant continu, en service entre Sunnyside Yard et Penn Station à New York), et la classe BB3 (14 unités fonctionnant en courant alternatif, en service sur l'embranchement de Bay Ridge Branch du Long Island Rail pour le transport du fret). En 1934, à la suite de l'extension du réseau de la ligne principale électrifiée en courant alternatif, quatorze nouvelles unités furent construites pour fonctionner seule. Toutes les anciennes BB accouplées furent séparées pour fonctionner seule, et les BB2 furent converties au courant alternatif car ce dernier remplaçait le vieux courant continu 650 V jusqu'alors utilisé par le réseau de la gare de New York ; à ce stade, les 42 unités produites furent reclassées en B1.
Entre juin 1930 et décembre 1931, furent produites 8 locomotives pour train léger de voyageurs. Ces machines de classe O1 (disposition des essieux 2-B-2) avaient des puissances de 2 000 ch (1 500 kW), 2 500 ch (1 900 kW), ou 2 200 ch (1 600 kW), pour un effort de traction respectif de 127, 167, et 160 kN.
En juillet et août 1931, deux locomotives expérimentales de classe P5 (disposition des essieux 4-6-4 ou 2'Co'2) firent leur apparition. Arrivèrent ensuite 90 locomotives P5a, légèrement plus lourdes capable de rouler à 130 km/h avec un effort de traction de 250 kN. Les 62 premières machines, construites entre 1931 et 1932, avaient un design de caisse à savon. Mais à la suite d'un accident mortel tuant l'équipage lors d'une collision avec un poids lourd chargé de pommes sur un passage à niveau, le design fut modifié pour les 28 machines restantes à livrer. La cabine de conduite fut placée au centre de la caisse qui devint plus aérodynamique. Ces P5a « modifiés » furent construites entre 1934 et 1935. Certaines furent utilisées pour le fret. Le design fut repris pour les classes suivantes : GG1, R1, DD2.
En 1933, deux prototypes totalement nouveaux, R1 et GG1, furent testés près de Claymont, Delaware durant deux ans. Les quatre essieux moteurs du R1 étaient fixés sur un châssis rigide, tandis que les 6 du GG1 l'étaient sur deux châssis articulés. La classe GG1 (disposition des essieux 2-C+C-2) fut choisie pour le service voyageurs, et 139 unités furent livrées entre 1934 et 1943. Les GG1 disposaient d'une puissance de 4 620 ch (3 450 kW) en régime normal, mais pouvaient fournir 8 000 ch (6 000 kW) sur de courte période. L'effort de traction était de 291 kN. Elles pouvaient tracter à 160 km/h des trains de vingt voitures pesant 1 600 tonnes. Bien que destinés au service voyageurs, les derniers exemplaires furent affectés au service fret.
Le 18 décembre 1987, le Commonwealth de Pennsylvanie désigna la classe GG1 #4859 comme la locomotive électrique officielle de l'État. Elle est exposée à Harrisburg, Pennsylvanie.

### Locomotives Diesel
Au milieu des années 1940, le PRR commença à introduire des locomotives Diesel à sa flotte. Entre 1945 et 1949, il acheta 74 E7 construites par EMD, alors filiale de General Motors, réparties en 60 unités « A » (avec cabine de conduite) et 14 unités « B » (booster contrôlé par la « A »). Baptisée EP20 par le PRR, chaque unité délivrait une puissance de 2 000 ch soit 1 490 kW. 

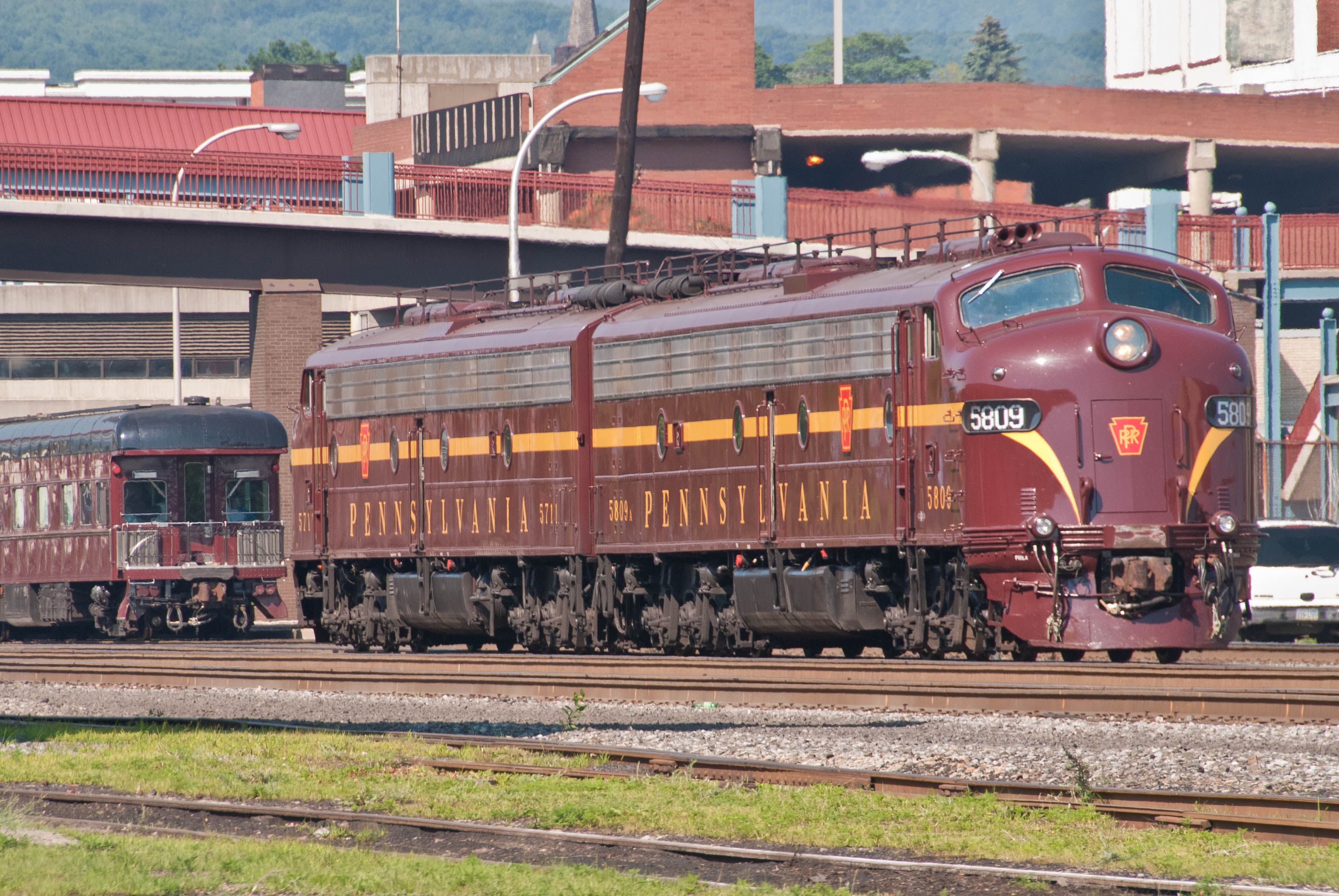
Locomotives EMD E8 en 2008.

Entre décembre 1945 et juillet 1948, le PRR fit l'acquisition de 24 Baldwin DR-12-8-1500/2, surnommée « Centipede », (disposition des essieux 2-D+D-2), et rebaptisée BP60. Leur puissance était de 3 000 ch (2 240 kW), mais peu fiables, elles devinrent vite obsolètes.
En 1948 le PRR acheta à Baldwin Locomotive Works 27 DR-6 (18 unités « A » et 9 unités « B »). Baptisées BP20 (disposition des essieux A1A-A1A), ces « nez de requin » d'une puissance de 2 000 ch (1 500 kW) furent affectées au service voyageurs. Capricieuses, certaines furent reclassées BF 16z et affectées au service fret.
De 1950 à 1952, le PRR acheta à EMD 74 E8 (uniquement des unités « A »). Baptisées EP22s (disposition des essieux A1A-A1A) elles furent affectées au service voyageur.

### Signalisation

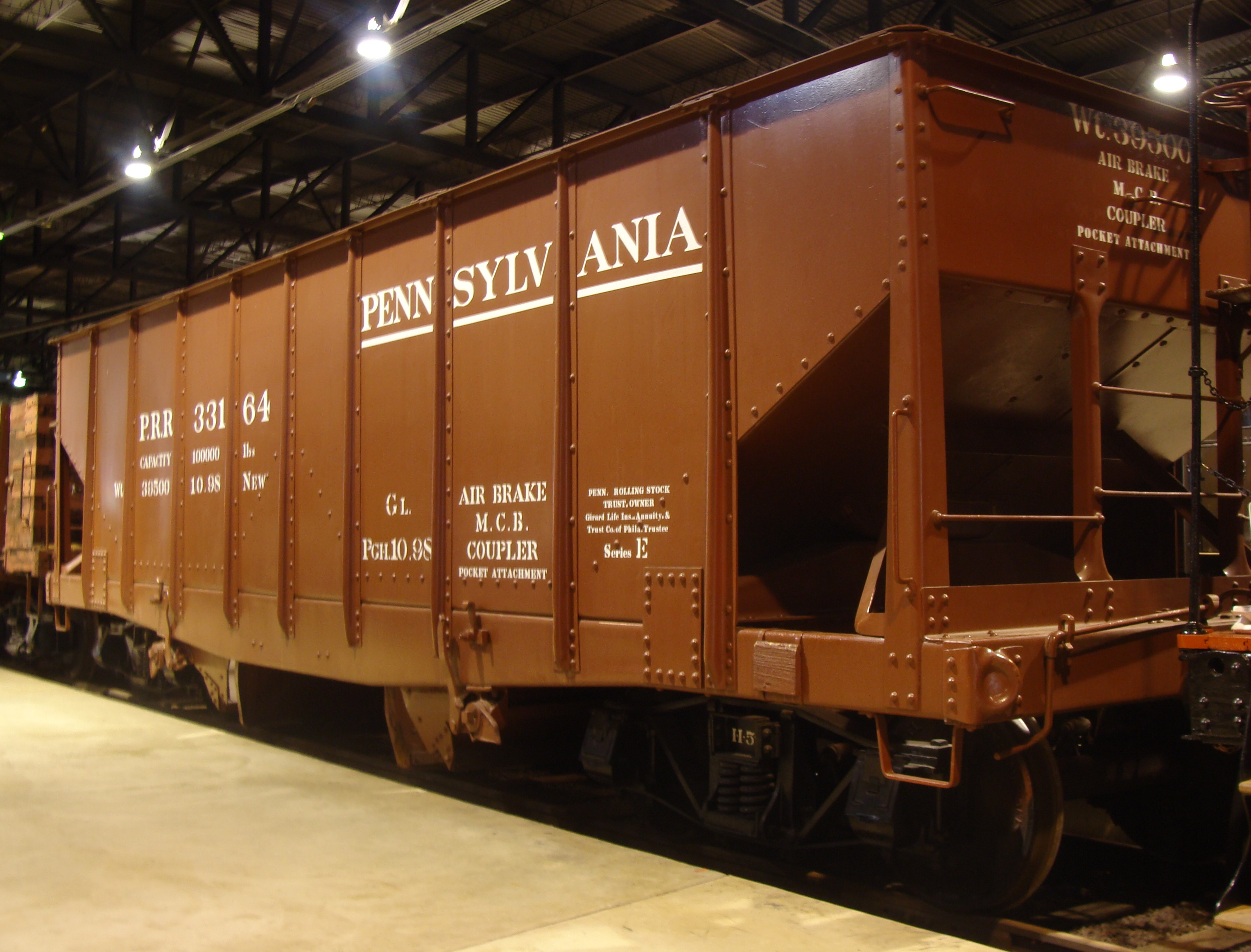
Wagon pour le transport du charbon.

Le Pennsylvania Railroad fut l'un des premiers chemins de fer à utiliser la signalisation lumineuse en bordure de voie. Ces signaux furent étudiés pour remplacer les sémaphores. La visibilité par temps de brouillard était une des raisons du développement de ce type de signaux. La signalisation lumineuse utilisait de grandes cibles sur lesquelles étaient fixées jusqu'à neuf feux ; huit en périphérie et un au centre. Les feux étaient équipés de lentilles de couleur ambre capable de pénétrer le brouillard. La nature du message dépendait de la configuration des feux allumés. Même si un feu était éteint, le message restait compréhensible pour le conducteur.
Vers les dernières années, la couleur rouge fut introduite; ainsi le stop représenté par trois feux horizontaux ambrés fut remplacé par deux feux rouges horizontaux avec le feu central éteint.
À partir de la fin des années 1920, le Pennsylvania Railroad installa la signalisation en cabine Pulse code cab signaling entre Pittsburgh, Philadelphie, New York et Washington, où la vitesse élevée des trains de voyageurs rendait nécessaire ce type d'équipement. L'information était transmise par les rails grâce à un circuit de voie qui était détecté par un capteur installé sur la locomotive, où le signal était affiché pour l'agent de conduite. Cette technologie fut adoptée par de nombreuses autres compagnies de chemins de fer des États-Unis, en particulier sur les lignes de trains de voyageurs. Cette avancée technologique installée pour la première fois par le PRR, est toujours utilisée de nos jours par l'Amtrak.

## Les principales gares de voyageurs
Le PRR bâtit plusieurs grandes gares de voyageurs dans les villes importantes, soit seul soit en association avec d'autres compagnies de chemins de fer. Ces merveilles architecturales servaient de plaques tournantes pour l'important service voyageurs du PRR. Nombre de ces gares furent baptisées Pennsylvania Station (Penn Station). De nos jours, la plupart de ces gares sont toujours utilisées par l'Amtrak ou par d'autres transporteurs régionaux.

### Broad Street Station - Philadelphie, Pennsylvanie
La Broad Street Station fut la première des grandes gares de voyageurs construites par le PRR. Inaugurée en 1881, elle fut agrandie de façon spectaculaire au début des années 1890 par le fameux architecte de Philadelphie, Franck Furness. Elle fit partie avec le City Hall des plus beaux joyaux architecturaux de Philadelphie. Durant trois décennies, elle eut la plus grande nef du monde avec 91 mètres de portée. Cette gare voyageurs terminus était située au centre de Philadelphie. Elle fut démolie en 1953, après que le PRR eût transféré ses activités vers 30th Street Station.

### 30th Street Station - Philadelphie, Pennsylvanie
La 30th Street Station affiche un style architecture classique et majestueux, avec de grandes entrées et une énorme salle d'attente. Cette gare, en dépit de son style classique, fut inaugurée en 1933, période phare pour le style Art déco. Sa construction fut nécessaire pour satisfaire à l'augmentation des trafics intercités et suburbains. Elle remplaça la 32nd Street Station, et récupéra l'activité de  la Broad Street Station. Elle est actuellement la première gare ferroviaire dans Philadelphie, accueillant à la fois les trains longue distance et ceux de banlieue.

### Penn Station - New York, New York
La gare d'origine de Pennsylvania Station fut conçue dans le style Beaux-Arts par le célèbre cabinet d'architectes de McKim, Mead and White qui s'inspira des thermes romains de Caracalla. Lors de son ouverture en novembre 1910, elle était la plus grande gare au monde. L'entrée monumentale donnait sur un immense hall d’une taille comparable à la nef de la Basilique Saint-Pierre de Rome, donnant accès aux quais, recouverts d’une verrière à structure en acier. Cette gare permettait d'accéder directement à Manhattan depuis le New Jersey sans avoir à utiliser le ferry; elle accueillait ses trains ainsi que ceux de sa filiale, le Long Island Rail Road (LIRR). En 1963, le bâtiment principal fut démoli, sans que le trafic soit interrompu, puisque les voies ferrées et les quais se trouvaient en dessous du niveau de la rue. Il fut remplacé par le Madison Square Garden et deux tours à usage commercial. La gare, désormais totalement souterraine, accueille les trains de l'Amtrak, du New Jersey Transit et du LIRR; elle est la plus fréquentée des États-Unis.

### Penn Station - Baltimore, Maryland
La Penn Station de Baltimore, fut construite en 1911 dans le  style Beaux-Arts par l'architecte Kenneth MacKenzie Murchison. Elle est desservie par l'Amtrak et le MARC Train (service de banlieue). Les deux approches de la gare sont faites par des tunnels : le B&P Tunnel au sud, et l'Union Tunnel au nord.

### Union Station - Chicago, Illinois
Le Pennsylvania Railroad, avec le Milwaukee Road et le Burlington Route, édifièrent l'Union Station de Chicago en 1925. Elle fut dessinée par le cabinet d'architectes de Graham, Anderson, Probst & White dans le style Beaux-Arts. C'est la seule des vieilles gares à poursuivre son activité. Les 6 autres gares de voyageurs de Chicago ont été démolies, remaniées ou reconverties.

### Penn Station - Newark, New Jersey
La Pennsylvania Station de Newark fut conçue par le cabinet d'architectes de McKim, Mead and White et est considérée comme un bijou architectural mélangeant les styles Art déco et néoclassique. Ouverte en 1935, elle faisait partie des infrastructures du Corridor Nord-est du PRR. Elle fut restaurée en 2007. Tous les trains de l'Amtrak s'y arrêtent, et la gare dessert 3 lignes de banlieue, le PATH (transit rapide vers Jersey City et Manhattan), et le Newark City Subway (métro).

### Union Station - Washington
La gare de Washington Union Station fut construite en partenariat avec le B&O selon les plans de l'architecte Daniel Burnham. Ouverte en 1908, elle permettait une interconnexion entre le PRR, le B&O et le SOU. Le Richmond, Fredericksburg and Potomac Railroad permettait de relier Richmond, Virginie (environ 160 km au sud), où les lignes principales nord-sud de l'Atlantic Coast Line Railroad et du Seaboard Air Line Railroad assuraient un service vers la Caroline du Nord, la Caroline du Sud, la Géorgie et la Floride.

## Le service voyageur

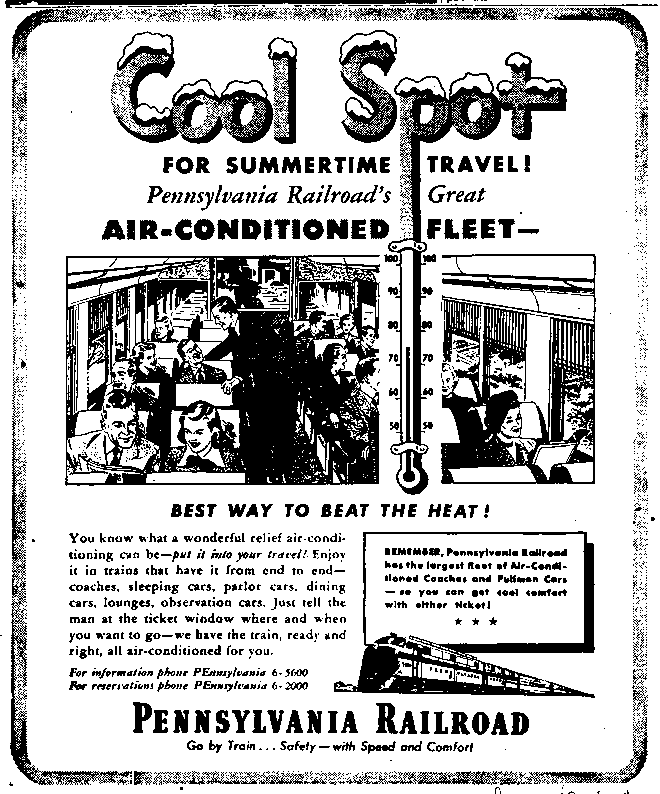
Le transport air conditionné sur le PRR, pub de 1950

### La ligne New York – Baltimore – Washington
En 1885, le PRR commença le service de train de voyageurs de New York à Washington avec des arrêts limités le long de l'itinéraire. Ce service prit le nom de « Congressional Limited Express ». Dans les années 1920, de nombreux trains de voyageurs desservaient New York / Washington. Le Senator reliait Boston à Washington, et le Liberty Limited  Washington à Chicago. Citons également le Yellow Kid et le Detroit Arrow.
Au début des années 1950 des streamliners composés de dix-huit voitures en acier inox apparurent :
- the Morning Congressional et the Afternoon Congressional entre New York et Washington,
- the Senator entre Boston et Washington

### La ligne New York – Chicago
Le 15 juin 1887, le service voyageur entre New York et Chicago (Illinois) débuta avec le Pennsylvania Limited. À cette occasion, le PRR fut le premier à inaugurer le vestibule: cette plateforme entièrement fermée, située à chaque extrémité des voitures, permettait un accès sécurisé à l'ensemble du train. En 1902 le Pennsylvania Limited fut remplacé par le Pennsylvania Special, lequel fut à son tour remplacé en 1912 par le Broadway Limited qui allait devenir le train le plus réputé du PRR,.  Ce train circulait entre New York et Chicago via Philadelphie, avec une section additionnelle entre Harrisburg et Washington; cette section fut plus tard exploitée séparément par le Liberty Limited qui reliait Washington à Chicago.